# Meisterschaft von Zürich 1988
Il Meisterschaft von Zürich 1988, settantacinquesima edizione della corsa, si svolse il 21 agosto 1988 su un percorso di 237,5 km. Venne vinto dall'olandese Steven Rooks, che terminò in 6h00'38". A partire da questa edizione e fino al 2004, la corsa si disputò non più in primavera ma in estate, nel mese di agosto.

## Ordine d'arrivo (Top 10)
| Pos. | Corridore          | Squadra      | Tempo    |
| ---- | ------------------ | ------------ | -------- |
| 1    | Steven Rooks       | PDM-Ultima   | 6h00'38" |
| 2    | Rolf Sørensen      | Ariostea     | s.t.     |
| 3    | Tony Rominger      | Chateau d'Ax | s.t.     |
| 4    | Martial Gayant     | Toshiba-Look | s.t.     |
| 5    | Luc Roosen         | Roland       | s.t.     |
| 6    | Phil Anderson      | TVM          | a 7"     |
| 7    | Adrie van der Poel | PDM-Ultima   | a 18"    |
| 8    | Claude Criquielion | Hitachi      | a 28"    |
| 9    | Mauro Gianetti     | Weinmann     | s.t.     |
| 10   | Alan Peiper        | Panasonic    | s.t.     |